# Mosley-Eisstrom
Der Mosley-Eisstrom ist ein Eisstrom im ostantarktischen Coatsland. Er mündet mit nordwestlicher Fließrichtung südwestlich des Weldon-Eisstroms  an der Luitpold-Küste in den südöstlichen Teil des Weddell-Meers.
Das UK Antarctic Place-Names Committee benannte ihn 2013 nach Miles Mosley (1946–1980) vom British Antarctic Survey, der von 1970 bis 1973 auf Stonington Island tätig und während seiner Zeit als Leiter der Halley-Station (1977–1980) gestorben war.  